# Einar Söderwall
Johan Einar Fabian Söderwall, född 10 april 1869 i Väsby socken, Skåne, död 4 januari 1954 i Helsingborg, var en svensk bibliotekarie, skriftställare och målare.
Han var son till kamreren Sven Johan Söderwall och Kerstin Adéle Nathalia Åfelt och gift med Olga Helena Maria Abersohn. Efter avlagd fil. kand.-examen 1901 begav sig Söderwall till Amerika där han studerade vid University of Illinois i Urbana. Han anställdes därefter som bibliotekarie vid Elbert H. Gary Library vid Northwestern University i Chicago. Som konstnär var han autodidakt och arbetade huvudsakligen med marinmåleri. Han medverkade i den svensk-amerikanska vandringsutställningen i Sverige 1920 och tillsammans med Margareta Pantzarhielm och Åke Corshammar ställde han ut i Båstad 1943. Han medverkade i ett flertal amerikanska samlingsutställningar och i Sverige medverkade han i samlingsutställningar arrangerade av Helsingborgs konstförening på Vikingsbergs konstmuseum. Han var en initiativtagarna till den svenska konstnärsföreningen som stiftades i Chicago 1927. Som skriftställare medverkade han under signaturen D:r Fabian med kåserier i bland annat Chicagotidningen Hemlandet. Han återvände till Sverige 1935 och bosatte sig i Helsingborg. Söderwall är representerad vid bland annat Smålands museum i Växjö.